# Niall Glúndub
Niall Glúndub mac Áedo (Ortografía moderna: Niall Glúndubh mac Aodha) (muerto 14 septiembre 919) fue un rey irlandés del siglo X de los Cenél nEógain y Rey Supremo de Irlanda. Muchas dinastías irlandesas eran miembros de los Uí Néill y trazaban su descendencia hasta Niall de los nueve rehenes (Niall Noígiallach). Anteriormente se creía que la dinastía O'Neill tomaba su nombre de Niall Glúndub en lugar del anterior Niall, aunque se ha demostrado que esto es incorrecto. Su madre era Máel Muire, hija de Kenneth MacAlpin, Rey de los escotos.

## Biografía
Hijo de Áed Findliath, Niall sucedió a su hermano Domnall mac Áedo como Rey de Ailech a su muerte en 911. Extendiendo su control a los reinos vecinos, Niall derrotó a los Reyes de Dál nAraidi y Ulaid en las Batallas de Glarryford (Condado de Antrim) y Ballymena antes de ser derrotado por el rey supremo Flann Sinna mac Maíl Sechnaill de Clann Cholmáin Uí Néill en la Batalla de Crossakiel (Condado de Meath). Tras la muerte de Flann en 916, Niall le sucedió como Rey de Irlanda. Durante su reinado se reestableció Óenach Tailteann, una tradicional reunión de clanes irlandeses. Estuvo casado con Gormflaith ingen Flann Sinna.
Beligerante con la invasión de los Uí Ímair durante los siguientes años, las fuerzas de Niall se enfrentaron en la batalla de Mag Femen contra un grupo de nórdicos en el verano de 917, que acabó de forma indefinida, aunque no mermó el poder vikingo. Con el apoyo de los clanes de Leth Cuinn (mitad norte de Irlanda), los Uí Néill finalmente reconocieron su derecho al trono. A pesar de su ofensiva continuada contra los nórdicos, estos continuarían asentándose en la zona, estableciendo baluartes en Dublín y varios puertos en la costa oriental. Niall avanzó hacia Leinster, apoyado por los Uí Néill, los Airgíalla y los Ulaid. Aun así, sus fuerzas fueron diezmadas por Sihtric Cáech y Niall fue asesinado, junto con doce otros jefes, en la Batalla de Islandbridge el 14 de septiembre de 919. Otro relato de la Crónica anglosajona habla de Sihtric Cáech matando a su hermano Niall en 921. Niall Glúndub fue sucedido como Rey Supremo por Donnchad Donn mac Flainn, hijo de Flann Sinna, y como Rey de Ailech por su hijo Muirchertach mac Néill, "el Hector del Mundo Occidental".